# Sondervick College
Het Sondervick College is een katholieke scholengemeenschap in Veldhoven (Noord-Brabant) en valt onder het bestuur van de vereniging Ons Middelbaar Onderwijs (OMO). De school biedt tweetalig onderwijs aan.
Het Sondervick College is in 1995 ontstaan door een fusie van de volgende scholen:
- Anton van Duinkerkencollege voor havo en vwo
- Veldhof scholengemeenschap voor vbo en mavo
- mavo Koningshof
- mavo Selsterhorst
- vso de Stolberg

## Kempen Campus
In 2007 is het Sondervick College verhuisd naar de Kempen Campus in Veldhoven: vier schoolgebouwen, en twee sporthallen die worden beheerd door de gemeente.
In gebouw A wordt voornamelijk les gegeven aan de bovenbouw (HAVO en VWO). In gebouw E en F Wordt alleen les gegeven aan MAVO, KADER en BASIS KADER. In het centrale gebouw D is een aula met cateraar. Verder is er een atletiekbaan, een softbalveld, een turnhal en een dojo.
De totale kosten van de Kempen Campus kwamen uit op 51 miljoen euro. Dat is één miljoen minder dan oorspronkelijk begroot. Het bouwen is niet helemaal probleemloos verlopen. Terwijl de lessen al waren begonnen werden er nog leidingen getrokken en werd er nog van alles veranderd. Twee jaar na opening was de campus nog niet geheel gereed.